# Lésigny (Sena i Marne)
Lésigny és un municipi francès, situat al departament de Sena i Marne i a la regió de Illa de França. L'any 2007 tenia 7.554 habitants.
Forma part del cantó d'Ozoir-la-Ferrière, del districte de Torcy i de la Comunitat de comunes Les Portes Briardes entre Villes et Forêts.

## Demografia

### Població
El 2007 la població de fet de Lésigny era de 7.554 persones. Hi havia 2.700 famílies, de les quals 462 eren unipersonals (217 homes vivint sols i 245 dones vivint soles), 814 parelles sense fills, 1.207 parelles amb fills i 217 famílies monoparentals amb fills.
La població ha evolucionat segons el següent gràfic:
Habitants censats

### Habitatges
El 2007 hi havia 2.842 habitatges, 2.742 eren l'habitatge principal de la família, 34 eren segones residències i 66 estaven desocupats. 2.515 eren cases i 321 eren apartaments. Dels 2.742 habitatges principals, 2.357 estaven ocupats pels seus propietaris, 363 estaven llogats i ocupats pels llogaters i 22 estaven cedits a títol gratuït; 22 tenien una cambra, 76 en tenien dues, 165 en tenien tres, 573 en tenien quatre i 1.905 en tenien cinc o més. 2.404 habitatges disposaven pel capbaix d'una plaça de pàrquing. A 996 habitatges hi havia un automòbil i a 1.671 n'hi havia dos o més.

### Piràmide de població
La piràmide de població per edats i sexe el 2009 era:
| Homes | Edats   | Dones |
| ----- | ------- | ----- |
| 0     | 95 o +  | 0     |
| 8     | 90 a 94 | 4     |
| 12    | 85 a 89 | 20    |
| 8     | 80 a 84 | 32    |
| 44    | 75 a 79 | 24    |
| 92    | 70 a 74 | 56    |
| 148   | 65 a 69 | 152   |
| 212   | 60 a 64 | 216   |
| 284   | 55 a 59 | 276   |
| 284   | 50 a 54 | 316   |
| 380   | 45 a 49 | 372   |
| 296   | 40 a 44 | 380   |
| 292   | 35 a 39 | 328   |
| 184   | 30 a 34 | 252   |
| 176   | 25 a 29 | 204   |
| 264   | 20 a 24 | 152   |
| 268   | 15 a 19 | 316   |
| 332   | 10 a 14 | 280   |
| 332   | 5 a 9   | 276   |
| 144   | 0 a 4   | 248   |

## Economia
El 2007 la població en edat de treballar era de 5.030 persones, 3.634 eren actives i 1.396 eren inactives. De les 3.634 persones actives 3.423 estaven ocupades (1.741 homes i 1.682 dones) i 211 estaven aturades (105 homes i 106 dones). De les 1.396 persones inactives 431 estaven jubilades, 607 estaven estudiant i 358 estaven classificades com a «altres inactius».

### Ingressos
El 2009 a Lésigny hi havia 2.721 unitats fiscals que integraven 7.628 persones, la mediana anual d'ingressos fiscals per persona era de 28.974 €.

### Activitats econòmiques
Dels 325 establiments que hi havia el 2007, 1 era d'una empresa extractiva, 3 d'empreses alimentàries, 2 d'empreses de fabricació de material elèctric, 9 d'empreses de fabricació d'altres productes industrials, 22 d'empreses de construcció, 63 d'empreses de comerç i reparació d'automòbils, 11 d'empreses de transport, 15 d'empreses d'hostatgeria i restauració, 15 d'empreses d'informació i comunicació, 13 d'empreses financeres, 20 d'empreses immobiliàries, 74 d'empreses de serveis, 47 d'entitats de l'administració pública i 30 d'empreses classificades com a «altres activitats de serveis».
Dels 61 establiments de servei als particulars que hi havia el 2009, 1 era una oficina de correu, 4 oficines bancàries, 3 tallers de reparació d'automòbils i de material agrícola, 1 taller d'inspecció tècnica de vehicles, 1 autoescola, 3 paletes, 2 guixaires pintors, 3 fusteries, 5 lampisteries, 2 electricistes, 3 empreses de construcció, 7 perruqueries, 2 veterinaris, 9 restaurants, 8 agències immobiliàries, 1 tintoreria i 6 salons de bellesa.
Dels 16 establiments comercials que hi havia el 2009, 1 era un hipermercat, 1 una botiga de més de 120 m², 2 fleques, 2 carnisseries, 4 llibreries, 1 una botiga de roba, 1 una botiga d'equipament de la llar, 1 una botiga d'electrodomèstics, 1 una botiga de mobles i 2 floristeries.

## Equipaments sanitaris i escolars
Els 3 equipaments sanitaris que hi havia el 2009 eren farmàcies.
El 2009 hi havia 3 escoles maternals i 3 escoles elementals. Lésigny disposava d'un col·legi d'educació secundària amb 644 alumnes.

## Poblacions més properes
El següent diagrama mostra les poblacions més properes.